# Раупах, Эрнст
Эрнст Беньямин Соломон Раупах (нем. Ernst Benjamin Salomo Raupach; 21 мая 1784, Штраупиц под Легницей, Польша — 18 марта 1852, Берлин) — немецкий писатель и драматург.

## Биография
Раупах — сын священника, летом 1801 года поступил в Университет Галле и изучал эстетику, историю, математику и теологию. По окончании обучения осенью 1803 года получил должность домашнего учителя в Грос-Вирзевице близ Легницы. В 1806 году Эрнст Раупах отправился к своему брату Иоганну Фридриху в Санкт-Петербург, где тот также служил домашним учителем. В 1814 году Раупах получил звание приват-доцента немецкого языка и истории в Санкт-Петербургском университете, а спустя два года возглавил кафедру.
В том же году Раупах женился на швейцарке Цецилии фон Вильдермет, которая вскоре умерла при родах. В 1817 году Раупах стал профессором истории.
В 1821 году по доносу Д. П. Рунича был предан университетскому суду вместе с тремя профессорами университета по обвинению в распространении идей, противных духу христианства и разрушительных для общественного порядка и благосостояния. Осужденный на основании выписок из студенческих тетрадей, был уволен; книгами Раупаха было запрещено пользоваться при преподавании.
В 1822 году он отправился в поездку в Италию и вернулся в Россию только весной 1823 года, издав свои впечатления от поездки под псевдонимом «Гирземенцель».
В августе 1823 года Раупах отказался от всех своих должностей. Некоторое время он пребывал в Веймаре, но уже в 1824 году обосновался в Берлине. Благодаря своим связям при русском дворе Раупах стал другом для великой герцогини Марии Павловны и её дочери Августы Саксен-Веймар-Эйзенахской и вскоре вошёл в круг писателей вокруг Иоганны Шопенгауэр.
В 1820 году с большим успехом прошла премьера драмы Раупаха «Княжна Хаванская». Восхищённая публика во главе с Эрнстом Августом Фридрихом Клингеманом объявила Раупаха достойным наследником таланта Фридриха Шиллера. Вслед за этим Раупах получил заказ на либретто для оперы «Агнесса фон Гогенштауфен» на музыку Гаспаре Спонтини, премьера которой состоялась по случаю бракосочетания принцессы Марии Луизы Саксен-Веймар-Эйзенахской с принцем Карлом Прусским 18 мая 1827 года.
В 1830 году была поставлена драма «Смерть Генриха», которая должна была открыть цикл о Гогенштауфенах в 16 частях для национального театра. В том же году состоялась премьера социальной драмы «Мюллер и его ребёнок» в венском Бургтеатре. Экранизация «Мюллера и его ребёнка» 1911 года считается самым старым полностью сохранившимся произведением австрийского кинематографа.
12 мая 1848 года Раупах женился в Берлине на актрисе Амалии Паулине Вернер. Раупах умер от паралича лёгких.